# Rodonea

Rodonee ottenute per valori diversi del parametro

Vari modi per la costruzione di Rose di Grandi. Animazioni realizzate in MSWLogo

In geometria è detta rodonea la curva algebrica o trascendente il cui grafico è caratterizzato da una serie di avvolgimenti attorno ad un punto centrale. Nei casi più noti tali avvolgimenti producono figure a forma di rosone, da cui deriva alla curva il nome rodonea (dal greco rhódon, ròsa). La curva rodonea è chiamata anche rosa di Grandi da Luigi Guido Grandi, il matematico che la battezzò e studiò intorno al 1725.
La rodonea si può considerare un caso particolare di ipocicloide.

## Equazione della curva
L'equazione della rodonea in coordinate polari {\displaystyle (\rho ,\theta )} è:
{\displaystyle \rho =R\sin \omega \theta },
dove {\displaystyle R} è un numero reale positivo che rappresenta la massima distanza della curva dal centro degli avvolgimenti, e {\displaystyle \omega } è un numero reale positivo che determina la forma della curva. È possibile anche scrivere la rodonea come {\displaystyle \rho =R\cos \omega \theta }, che produce una figura analoga, ma ruotata di un angolo pari a {\displaystyle {\frac {\pi }{2\omega }}} radianti.

## Proprietà
Se {\displaystyle \omega } è un numero intero, la curva ha un numero finito di avvolgimenti, tutti passanti per l'origine degli assi, che generano una serie di "petali" componenti la figura a forma di rosone; il numero dei petali è pari a:
- {\displaystyle \omega }, se {\displaystyle \omega } è dispari;
- {\displaystyle 2\omega }, se {\displaystyle \omega } è pari.

Osserviamo che non è possibile ottenere rose con un numero di petali pari a {\displaystyle 4n+2}. Per {\displaystyle \omega =1} si ottiene un unico petalo, ovvero una circonferenza non centrata nell'origine.
L'area della superficie racchiusa dalla curva è pari a {\displaystyle {\frac {\pi R^{2}}{2}}} per {\displaystyle k} pari, a {\displaystyle {\frac {\pi R^{2}}{4}}} per {\displaystyle k} dispari.
Se {\displaystyle \omega } è un numero razionale {\displaystyle {\frac {n}{d}}}, la curva ha un numero finito di avvolgimenti, che si intersecano in più punti creando una serie di petali parzialmente sovrapposti; nella figura a fianco sono visualizzate le rodonee ottenute per alcuni valori di {\displaystyle n} e {\displaystyle d}. Come caso particolare, per {\displaystyle \omega ={\frac {1}{2}}}, si ottiene il folium di Dürer.
In entrambi i casi precedenti, la curva ottenuta è algebrica; se invece {\displaystyle \omega } è un numero irrazionale, la curva è trascendente ed ha un numero infinito di avvolgimenti che non si chiudono e formano un insieme denso, passando arbitrariamente vicino a ogni punto del cerchio di raggio {\displaystyle R}.